# Nandou (astronomie chinoise)
Pour les articles homonymes, voir Nandou (homonymie).
 (novembre 2018).
Si vous disposez d'ouvrages ou d'articles de référence ou si vous connaissez des sites web de qualité traitant du thème abordé ici, merci de compléter l'article en donnant les références utiles à sa vérifiabilité et en les liant à la section « Notes et références ».
Nandou[réf. nécessaire] (chinois : 斗宿, pinyin : dǒu xiù) est une loge lunaire de l’astronomie chinoise. Son étoile référente (c'est-à-dire celle qui délimite la frontière occidentale de la loge) est φ Sagittarii. La loge occupe une largeur approximative de 26 degrés. L’astérisme associé à la loge contient, outre cette étoile, cinq autres étoiles :
- ζ Sagittarii,
- τ Sagittarii,
- σ Sagittarii,
- φ Sagittarii,
- λ Sagittarii,
- μ Sagittarii.

Cet astérisme correspond à une partie de la « théière » caractéristique de la constellation du Sagittaire, les quatre premières étoiles ci-dessus correspondant à l’anse de la théière et λ Sagittarii au sommet du couvercle. Seule μ Sagittarii ne fait pas partie de la théière, dont la partie droite n’est pas dans Nandou.
La forme de cette astérisme n’est pas sans rappeler le fameux chariot de la Grande Ourse, également regroupé sous un astérisme en astronomie chinoise, Beidou. La similitude de ces deux noms est d’ailleurs liée à la similitude de leur forme. Outre ce fait, la composition exacte de cet astérisme ne fait aucun doute du fait des nombreuses mentions des dates auxquelles des planètes du système solaire se sont trouvées à proximité de celui-ci. 
En astrologie chinoise, cette loge est associée au groupe de la tortue noire du nord.

## Référence
- (en) Francis Richard Stephenson et David A. Green, Historical supernovae and their remnants, Oxford, Oxford University Press, 2002, 252 p. (ISBN 0198507666), pages 18 et 180 à 182.